# Hans Peter Heide
Hans Peter Heide, född 26 februari 1811 i Broager socken, död 3 maj 1895 i Köpenhamn, var en dansk lantman. 
Efter att ha studerat lantbruket i Slesvig och på Själland och efter att under några år ha förestått ett stort bränneri och ölbryggeri drev han 1836–1840 ett tegelbruk vid Frederikshavn, varefter han förpaktade tegelbruket på Bygholm vid Horsens. Han flyttade 1876 till Kjærsgård vid Horsens, som han hade köpt och byggt upp, och där han bodde till 1885. Den utmärkta sätt, på vilket han drev Kjærsgård, väckte stor uppmärksamhet och gör honom till en banbrytare på lantbrukets område. De dåtida lantekonomiska tidskrifterna innehåller talrika artiklar av honom. 
Heides huvudförtjänst ligger emellertid på det lantekonomiska föreningslivets område. Under 1860- och 1870-talet gick föreningslivet starkt framåt, och som en av det ledande lantbrukets mest verksamma män  bidrog han kanske mer än någon annan härtill. Han var således medstiftare till flera lokala landboföreningar, och han var den egentlige stiftaren av den äldsta av lantbrukets stora fællesforeninger, den jylländska, vars första ordförande och senare hedersmedlem han var. Som medlem av Landhusholdningsselskabets styrelseråd fick han stort inflytande på sällskapets verksamhet, särskilt på dess stadgar, och det var han som tog initiativ till de senare lantmannamötenas stadgar och bestämmelser. Han utförde ett stort förtjänstfullt arbete även som bland annat medlem av Landbohøjskolens tillsynskommitté, domare vid utställningar och ordförande i Horsens lantbruksförening.